# Виторио Поцо
Виторио Поцо (на италиански: Vittorio Pozzo) е бивш италиански футболист, треньор и журналист.

## Кариера
Виторио Поцо е роден в Торино. Учи в Лицео Кавур в Торино, родния му град. По-късно учи езици и играе футбол във Франция, Швейцария и Англия. Той учи в Манчестър в началото на 20 век и се запознава с полузащитника на Манчестър Юнайтед Чарли Робъртс, и Стив Блумер от Дарби Каунти.
Като футболист играе професионално в Швейцария за Грасхопърс през сезон 1905/06, преди да се завърне в Италия, където се присъединява към Торино, за които играе в продължение на 5 сезона, докато се оттегля от футбола през 1911 г. Поцо работи като изпълнителен директор на Торино от 1912 до 1922 г. След завършване на обучението си той се присъединява към Pirelli, където става мениджър, позиция, която ще напусне за да стане треньор на италианския национален отбор.
Той е назначен за специален пълномощник за първи път на националния отбор по време на Олимпийските игри в Стокхолм през юни 1912 г., първият дебют за италианската селекция на официално състезание. Отборът е елиминиран в първия кръг, където губи с 2:3 от Финландия след продължения. Поцо подава оставка и се връща на работа в Pirelli.
През първия си престой, националният отбор е ръководен от разнообразна група хора. С изключение на Аугусто Рангоун (1925-1928) и Карло Каркано (1928-1929), Поцо е единственият човек, който да играе ролята на пълномощник до 1960-те. Поцо също служи в Алпините като лейтенант по време на Първата световна война.
През 1921 г. на Поцо е възложено от Футболната асоциация да направи проект за реформа на първенството, за да се потуши напрежението между по-големите и по-малките отбори, тъй като се смята, че броят на участниците в шампионата трябва да бъде намален.
През 1924 г., по повод Олимпийските игри в Париж, Поцо отново е назначен за единствен треньор. Този път „адзурите“ успяват да достигнат четвъртфиналите, където са победени с 2-1 от Швейцария. След това поражение, Поцо подава оставка, за да се посвети на работата си и съпругата му, която скоро след заболяване умира. След смъртта на съпругата си, той се премества в Милано, където работи отново за Pirelli.
Известен е със създаването на тактическата формация „Методо“, Поцо се смята за един от най-великите футболни треньори на всички времена и е единственият човек, който печели Световното първенство по футбол като треньор през 1934 и 1938 г.
Той също така извежда Италия до златен медал на олимпийския футболен турнир през 1936 г.

## Фашистки поздрав
Брайън Гланвил – британски футболен анализатор заявява, че Поцо не е фашист, той обаче работи заедно с Джорджо Вакаро - генерал от фашистката милиция по време на първата кампания за Световната купа (1930).
Третото издание на Световното първенство на ФИФА се провежда във Франция, където многобройни бежанци, които са избягали от фашисткия режим в Италия, нападат италианския национален отбор. В първия мач на италианския национален отбор срещу норвежкия национален отбор, сред 22 000 зрители има 3000 избягали антифашисти италианци, които се противопоставят на „националния отбор на Мусолини“. Поцо отговаря на демонстрацията по запомнящ се начин. При представянето на отборите на терена, италианците отправят фашистки поздрав. Те са заглушени със свирки от зрителите.
Треньорът Поцо нарежда на играчите да продължат с фашисткия поздрав по време на изпълнението на националния химн. След това той заявява: „Нашите играчи дори не си мечтаят да правят някаква политика, но фашисткият поздрав е официален, това е нещо като церемония и те трябва да покажат вярност към него. Имам своите идеи, но знам и какъв е моят дълг“.

## Отличия

### Треньор
Италия
- Световно първенство по футбол: 1934, 1938
- Купа на Централна Европа по футбол: 1927/30, 1933/35
- Летни олимпийски игри: 1936

### Индивидуални
- Зала на славата на Италия по футбол: 2011 (посмъртно)[8]